# Eritrichium canum
Eritrichium canum là loài thực vật có hoa trong họ Mồ hôi. Loài này được (Benth.) Kitam. mô tả khoa học đầu tiên năm 1963.